# 呂姆朗
吕姆朗（德語：Rümlang）是瑞士联邦苏黎世州迪尔斯多夫区的市镇。该市镇面积为12.39平方千米，海拔高度443米，2018年12月31日人口数为8,170。

## 外部連結
- 吕姆朗官方网站（页面存档备份，存于） （德文）